# Amtsgericht Heidenheim (Mittelfranken)
Das Amtsgericht Heidenheim war ein von 1879 bis 1959 bestehendes bayerisches Gericht der ordentlichen Gerichtsbarkeit mit Sitz im mittelfränkischen Markt Heidenheim.

## Geschichte
Von 1808 bis 1879 bestand ein bayerisches Landgericht älterer Ordnung in Heidenheim. Anlässlich der Einführung des Gerichtsverfassungsgesetzes am 1. Oktober 1879 kam es zur Errichtung eines Amtsgerichts in Heidenheim, dessen Sprengel aus dem vorherigen Landgerichtsbezirk Heidenheim gebildet wurde und somit die Ortschaften Auernheim, Degersheim, Dittenheim, Döckingen, Gnotzheim, Hechlingen, Heidenheim, Hohentrüdingen, Hüssingen, Kurzenaltheim, Markt Berolzheim, Meinheim, Ostheim, Polsingen, Sammenheim, Spielberg, Steinhart, Trendel, Ursheim, Westheim, Wettelsheim, Windischhausen, Windsfeld und Wolfsbronn umfasste. Übergeordnete Instanzen waren das Landgericht Ansbach und das Oberlandesgericht Nürnberg.
Nachdem das Amtsgericht Heidenheim kriegsbedingt zur Zweigstelle des Amtsgerichts Gunzenhausen herabgestuft und dies 1956 noch einmal bestätigt worden war, erfolgte auf Anordnung des Bayerischen Staatsministers der Justiz am 1. Juli 1959 die Auflösung dieser Zweigstelle.